# الحرائق (كشر)

تعديل مصدري - تعديل

الحرائق هي إحدى قرى عزلة عاهم بمديرية كشر التابعة لمحافظة حجة، بلغ تعداد سكانها 123 نسمة حسب تعداد اليمن لعام 2004.